# Aspra, Maramureș
Aspra este un sat în comuna Vima Mică din județul Maramureș, Transilvania, România.

## Istoric
Prima atestare documentară: 1954, cătun al satului Dealul Corbului. 

## Etimologie
Etimologia numelui localității: din numele topic Aspru, Aspră (< adj. aspru, aspră, având sensul general de „cu suprafață zgrunțuroasă” < lat. asper) ca determinant al unui substantiv (de genul vale, luncă etc.) care a devenit subînțeles, iar adjectivul a fost articulat (Valea Aspră > Aspra). 

## Demografie
La recensământul din 2011, populația era de 55 locuitori. 

## Monument istoric
- Biserica de lemn „Sfinții Împărați” (1892).

## Personalități locale
- Aurel Dan (n. 1946), pictor.

## Galerie de imagini

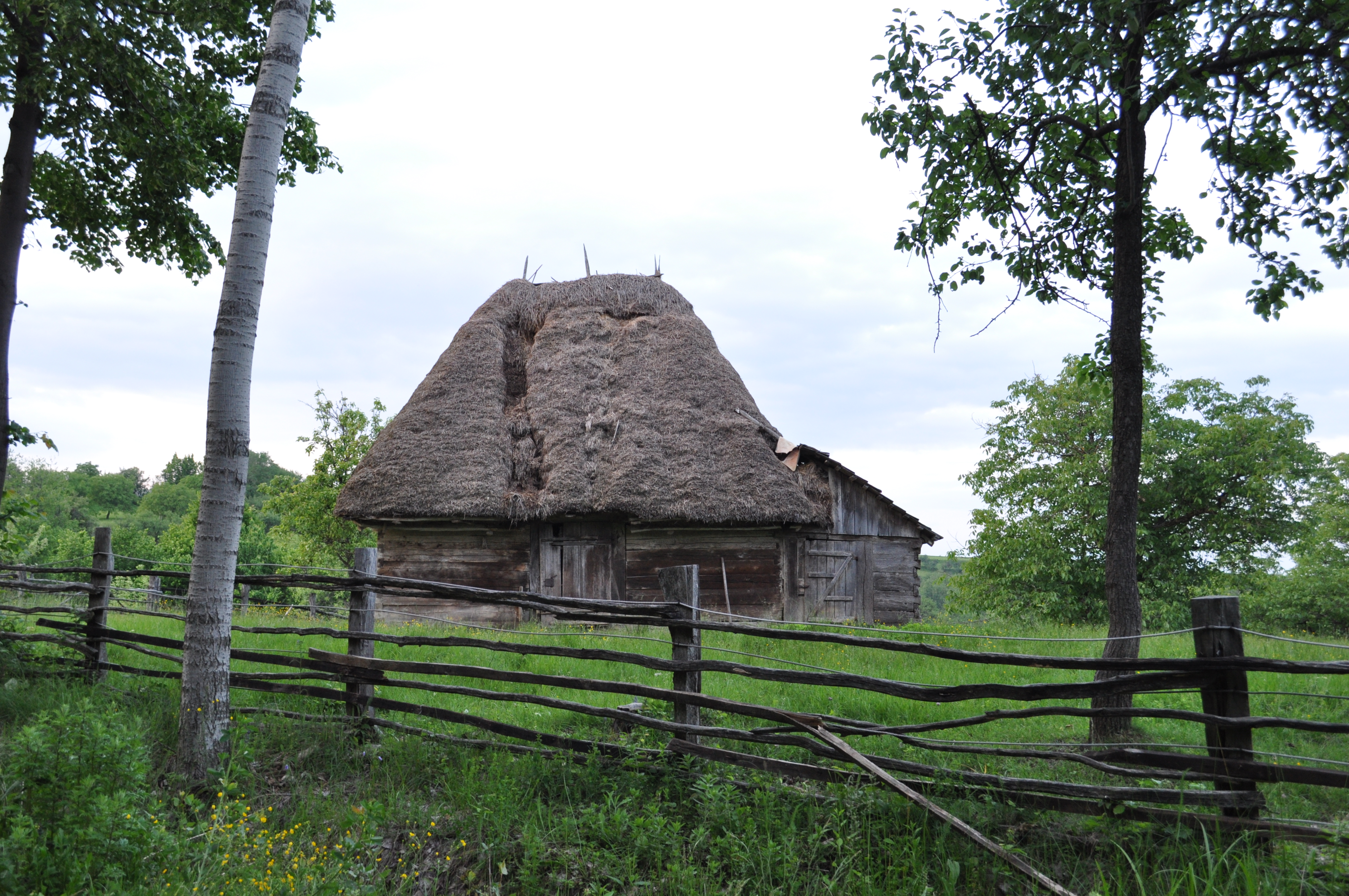
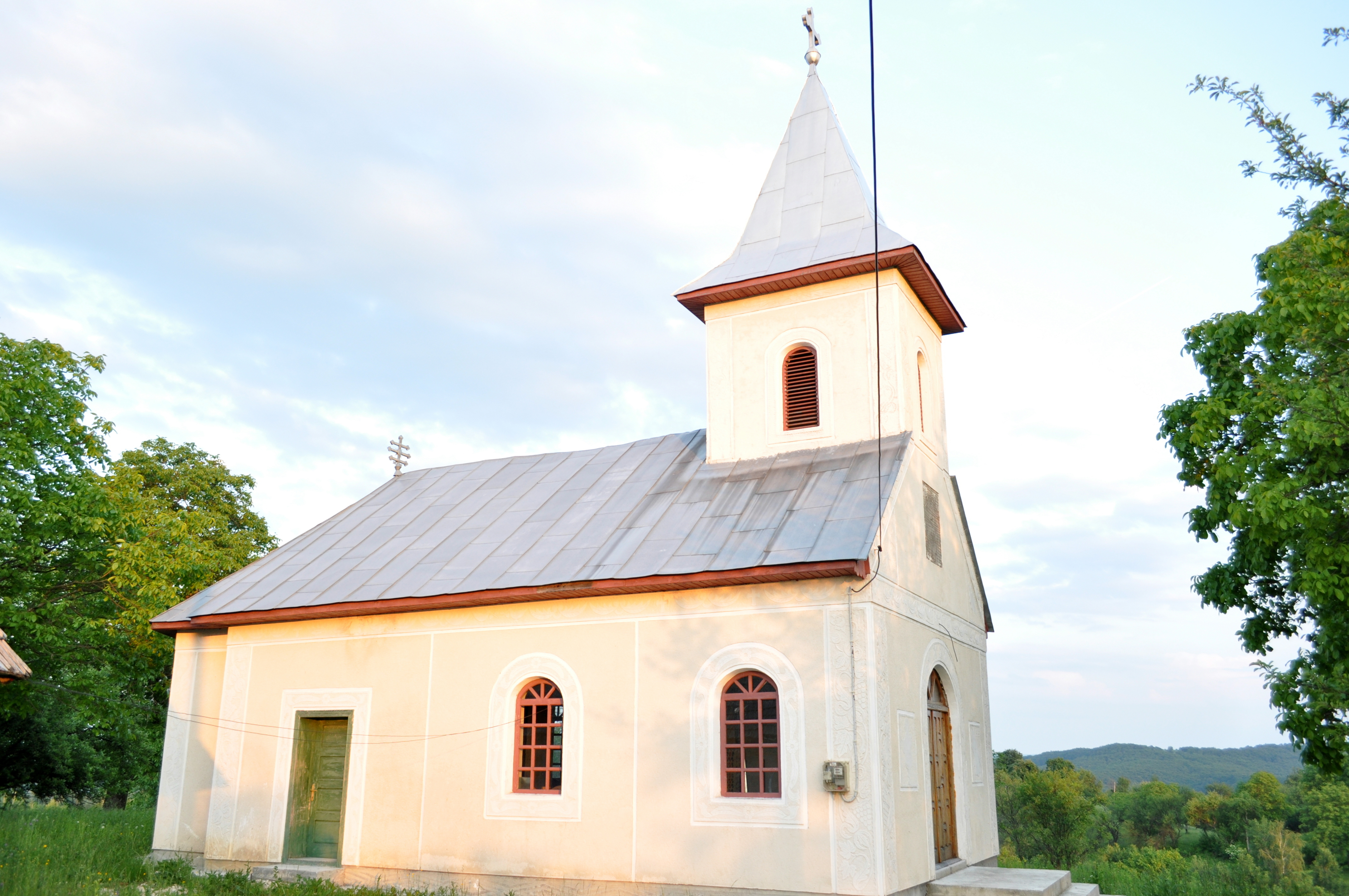
Biserica „Sfântul Dumitru” (1897)
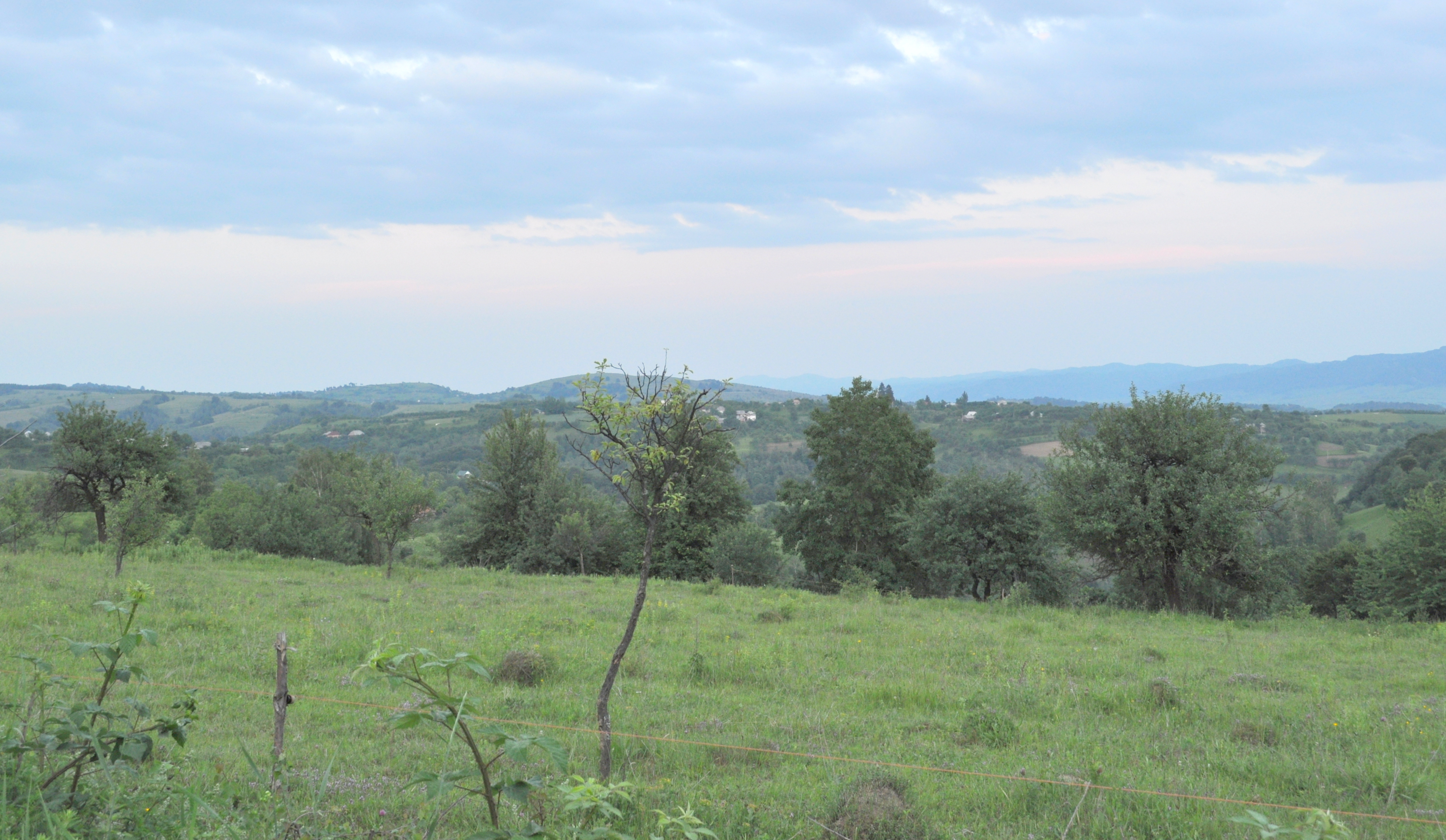
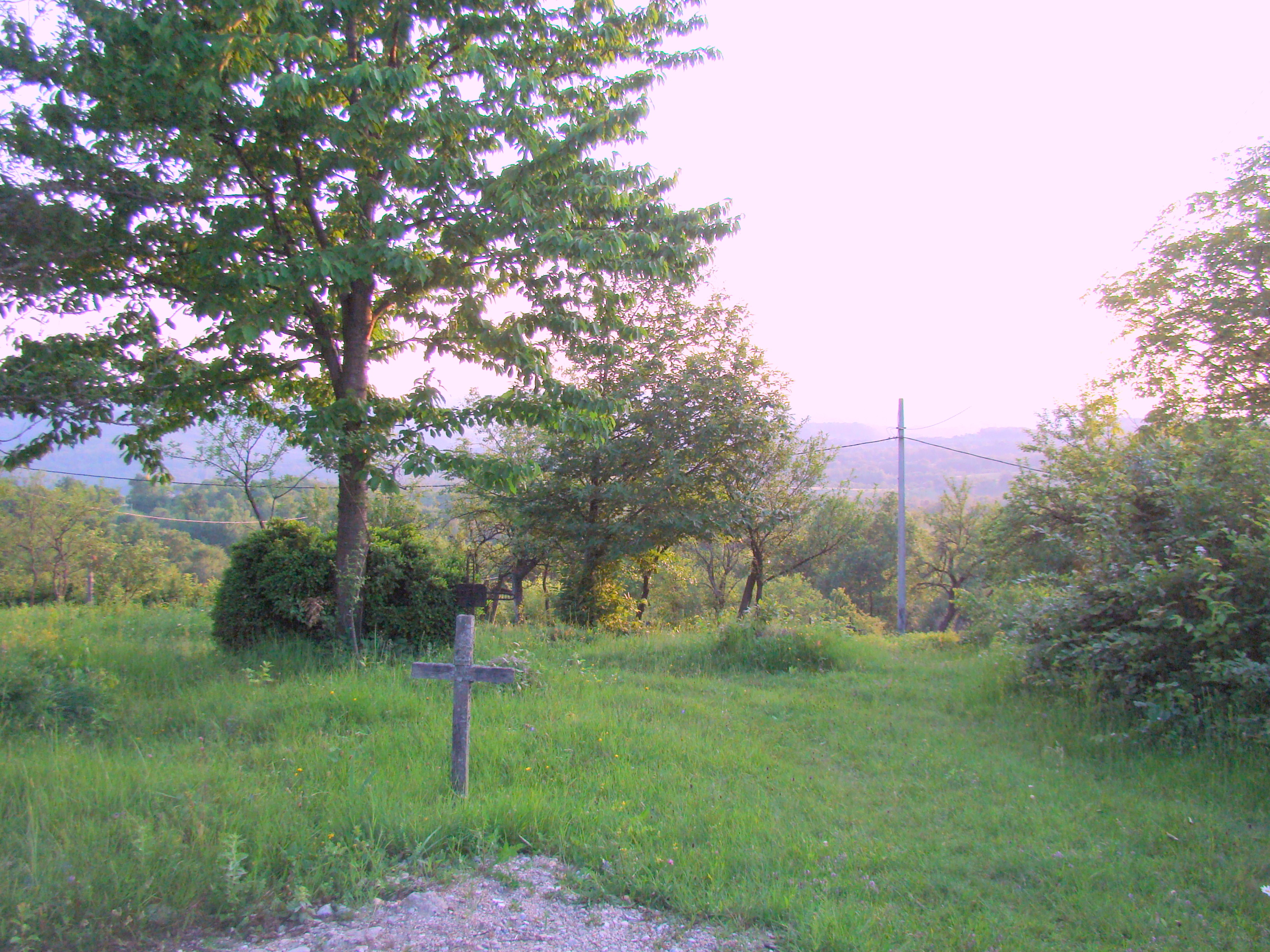
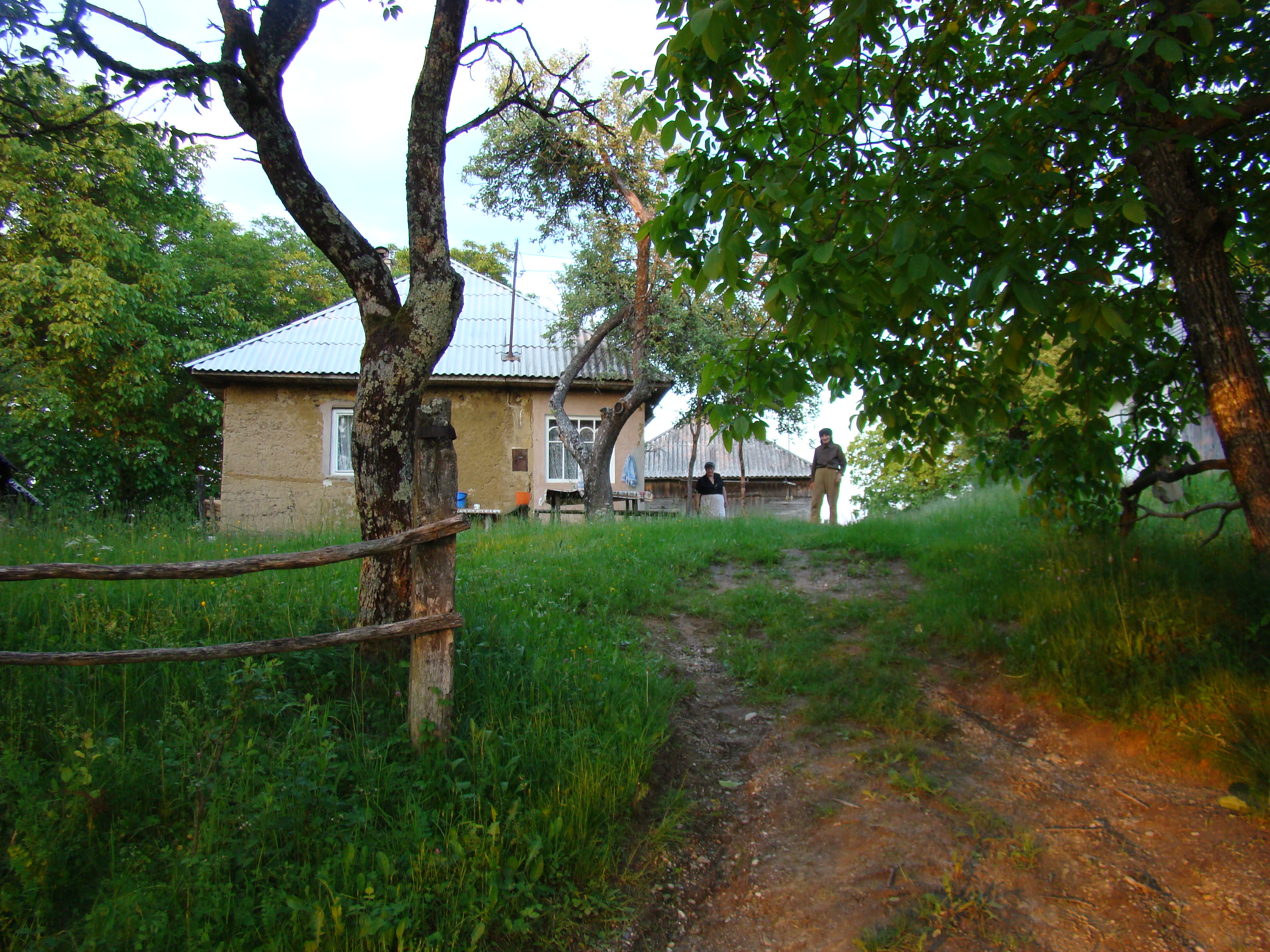
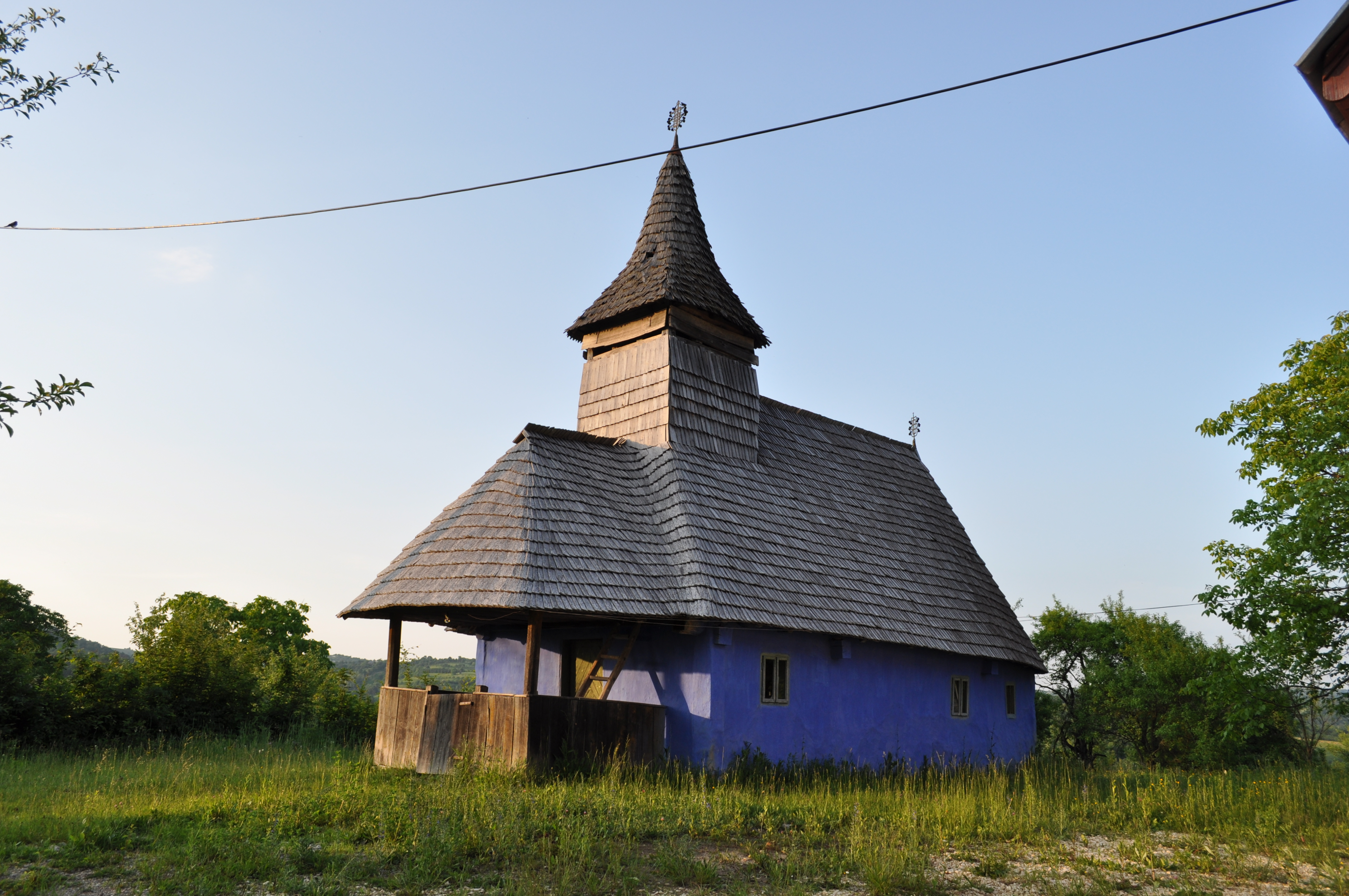
Biserica „Sfinții Împărați Constantin și Elena”